# Josef Voß

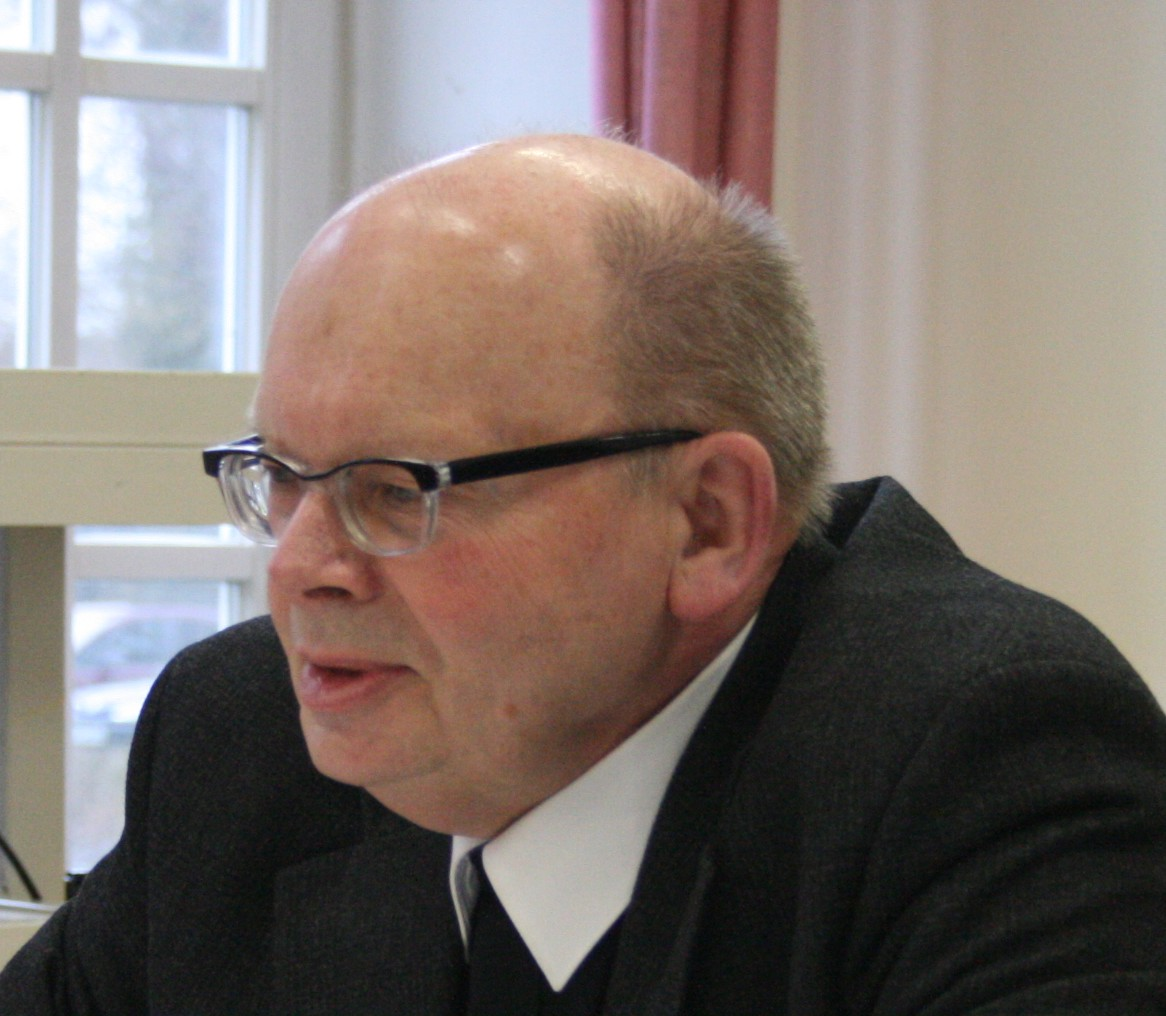
Weihbischof Josef Voß 2009 bei einem Vortrag in der Katholischen Landvolkshochschule „Schorlemer Alst“

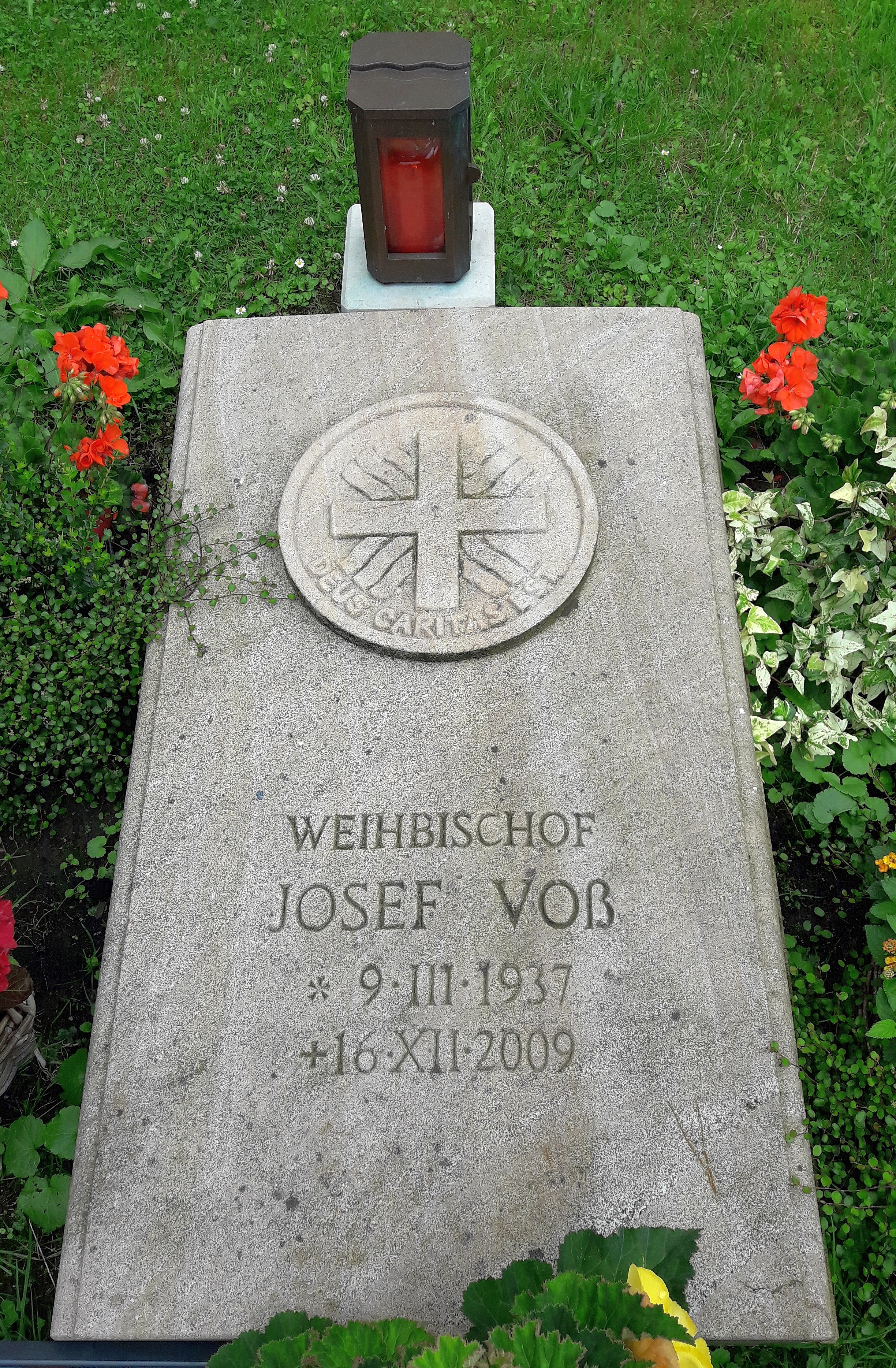
Grab von Weihbischof Josef Voß auf dem Domherrenfriedhof des Doms zu Münster/Westfalen, Deutschland

Josef Voß (* 9. März 1937 in Benteler; † 16. Dezember 2009 in Münster, Westfalen) war Weihbischof im Bistum Münster.

## Leben
Josef Voß studierte von 1958 bis 1968 in Rom und erwarb dort das Lizentiat in Philosophie. Am 10. Oktober 1964 empfing er in der römischen Kirche Sant’Ignazio di Loyola in Campo Marzio die Priesterweihe durch Kardinal Julius Döpfner. Nach einem Promotionsstudium wurde er in Katholischer Theologie zum Doctor theologiae promoviert.
Bischof Joseph Höffner ernannte ihn 1968 zum Kaplan in der Pfarre St. Marien in Steinfurt. Im Juli 1970 wurde er Subdirektor, im Dezember Direktor am Collegium Borromaeum in Münster und drei Jahre später Domvikar an der Hohen Domkirche in Münster. 1973 wurde er zunächst Geistlicher Direktor, ab 1974 Vorsitzender des Caritasverbandes für die Diözese Münster. Am 7. Juni 1979 verlieh ihm Papst Johannes Paul II. den Ehrentitel Kaplan Seiner Heiligkeit (Monsignore). Von 1981 bis 2001 war Josef Voß Vorsitzender des Katholischen Krankenhausverbandes Deutschland (KKVD).
Papst Johannes Paul II. ernannte ihn 1988 zum Titularbischof von Thisiduo und zum Weihbischof in Münster. Die Bischofsweihe spendete ihm der Bischof von Münster, Reinhard Lettmann; Mitkonsekratoren waren Marijan Oblak, Erzbischof von Zadar, und Hermann Josef Spital, Bischof von Trier. Sein Wahlspruch lautete Deus caritas est („Gott ist die Liebe“). Weihbischof Voß war Regionalbischof für die Region Coesfeld/Recklinghausen. Seit 1990 war er Residierender Domkapitular an der Hohen Domkirche in Münster.
Von 1995 bis zu seinem Tod leitete er das Referat Ausländerseelsorge in der Hauptabteilung Seelsorge im Bischöflichen Generalvikariat in Münster. In der Deutschen Bischofskonferenz war er von 1992 bis 1996 Vorsitzender der Kommission XIII (Caritas). Seit 1997 stand er der Kommission XIV (Migration) vor. 2006 wurde er durch Papst Benedikt XVI. in den „Päpstlichen Rat der Seelsorge für die Migranten und Menschen unterwegs“ berufen. 2008 wurde er für seine Verdienste um das Kulturgut Volksfest und das Schaustellergewerbe in Nordrhein-Westfalen mit dem Goldenen Karussellpferd geehrt.
Josef Voß starb am 16. Dezember 2009 in der Raphaelsklinik in Münster an den Folgen eines langen Krebsleidens. Am 22. Dezember wurde er auf dem Domherrenfriedhof des münsterschen Doms beigesetzt.